# Nesobasis ingens
Nesobasis ingens är en trollsländeart som beskrevs av Donnelly 1990. Nesobasis ingens ingår i släktet Nesobasis och familjen dammflicksländor. Inga underarter finns listade i Catalogue of Life.